# Montrodat
Montrodat is een gemeente in het Franse departement Lozère (regio Occitanie). De plaats maakt deel uit van het arrondissement Mende. Montrodat telde op 1 januari 2022 1.168 inwoners.

## Geografie
De oppervlakte van Montrodat bedroeg op 1 januari 2022 20,65 vierkante kilometer; de bevolkingsdichtheid was toen 56,6 inwoners per km².

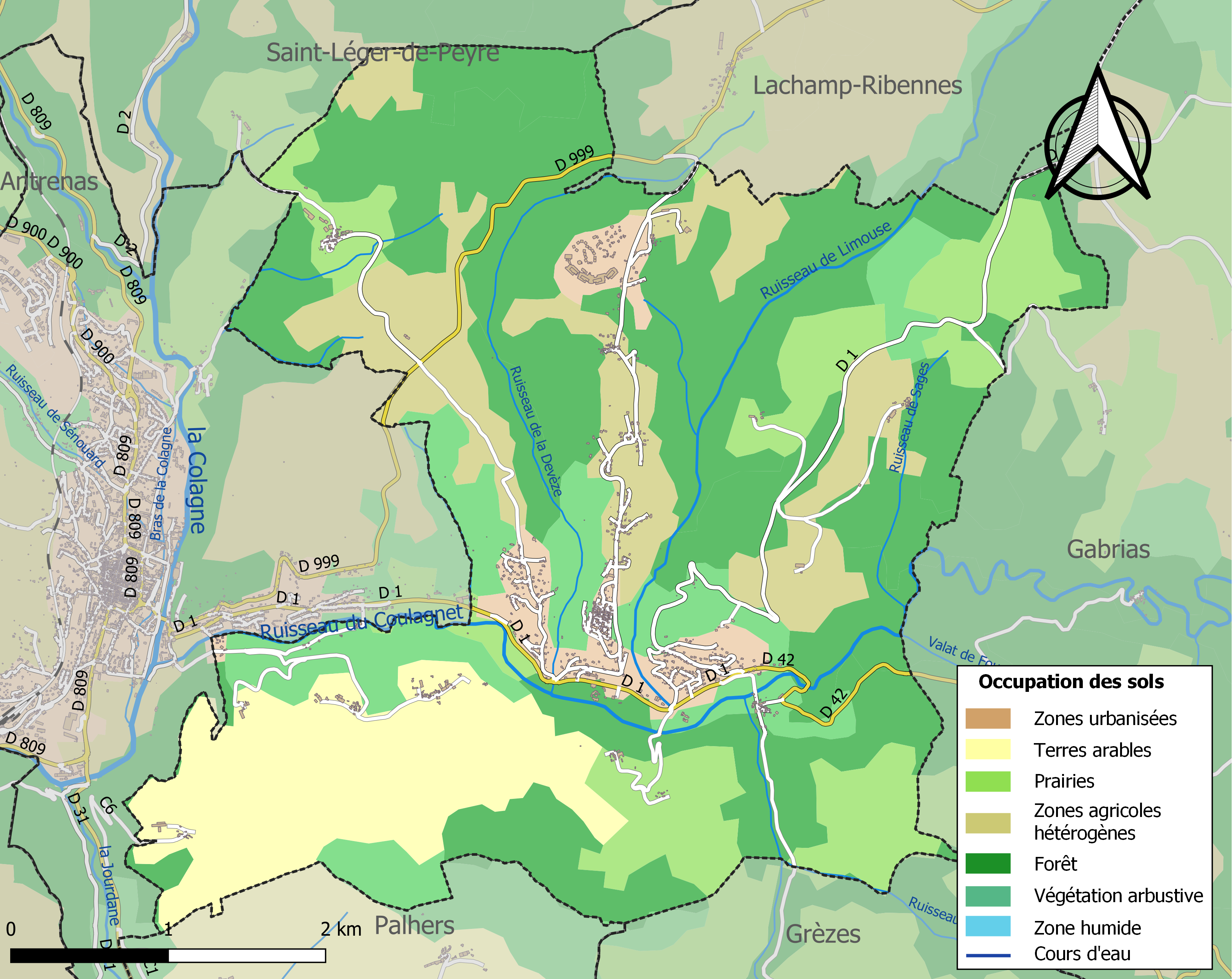
Kaart van de gemeente met de belangrijkste infrastructuur, bodemgebruik en omliggende gemeenten

Locatie in kanton Marvejols

## Demografie
Onderstaande figuur toont het verloop van het inwonertal (bron: INSEE-tellingen).